# Jofre Torrents
Jofre Torrents Salvat (La Selva del Camp, 28 januari 2007) is een Spaanse voetballer die doorgaans als linksback speelt. Hij stroomde door vanuit de jeugdopleiding van FC Barcelona.

## Clubcarrière

### Jeugd
Torrents werd geboren in La Selva del Camp, een gemeente in de provincie Tarragona in Catalonië. Hij speelde aanvankelijk in de jeugdopleiding van de gelijknamige club en stapte daarna over naar de jeugd van CF Reus Deportiu. In 2018 werd hij opgenomen in La Masia, de jeugdopleiding van FC Barcelona. Op 16 juni 2023 tekende hij zijn eerste profcontract bij Barcelona. In september 2023 liep hij tijdens een interland een knieblessure op, waardoor hij een seizoen aan de kant stond. Na zijn herstel werd hij voor het seizoen 2024/25 gepromoveerd naar de U19. Op 15 maart 2025 maakte hij zijn debuut voor Barcelona Atlètic in een met 1–1 gelijkgespeelde wedstrijd tegen SD Tarazona in de Primera Federación. 

### Senioren
Op 16 augustus 2025 volgde zijn officiële debuut voor het eerste elftal van Barcelona in de eerste competitiewedstrijd van het seizoen, een uitduel tegen RCD Mallorca in de Primera División, die met 0–3 werd gewonnen.

## Interlandcarrière
Torrents is jeugdinternational voor Spanje. In september 2023 speelde hij voor Spanje –17, waarbij hij een blessure opliep die hem een seizoen aan de kant hield. In januari 2025 werd hij opgeroepen voor Spanje –18, maar moest hij zich vanwege een blessure weer terugtrekken.